# Peugeot Exalt
La Peugeot Exalt è una concept car ideata dalla Peugeot ed esposta per la prima volta al Salone dell'automobile di Pechino nel 2014. In seguito è stata esposta anche al Salone dell'automobile di Parigi.

## Contesto

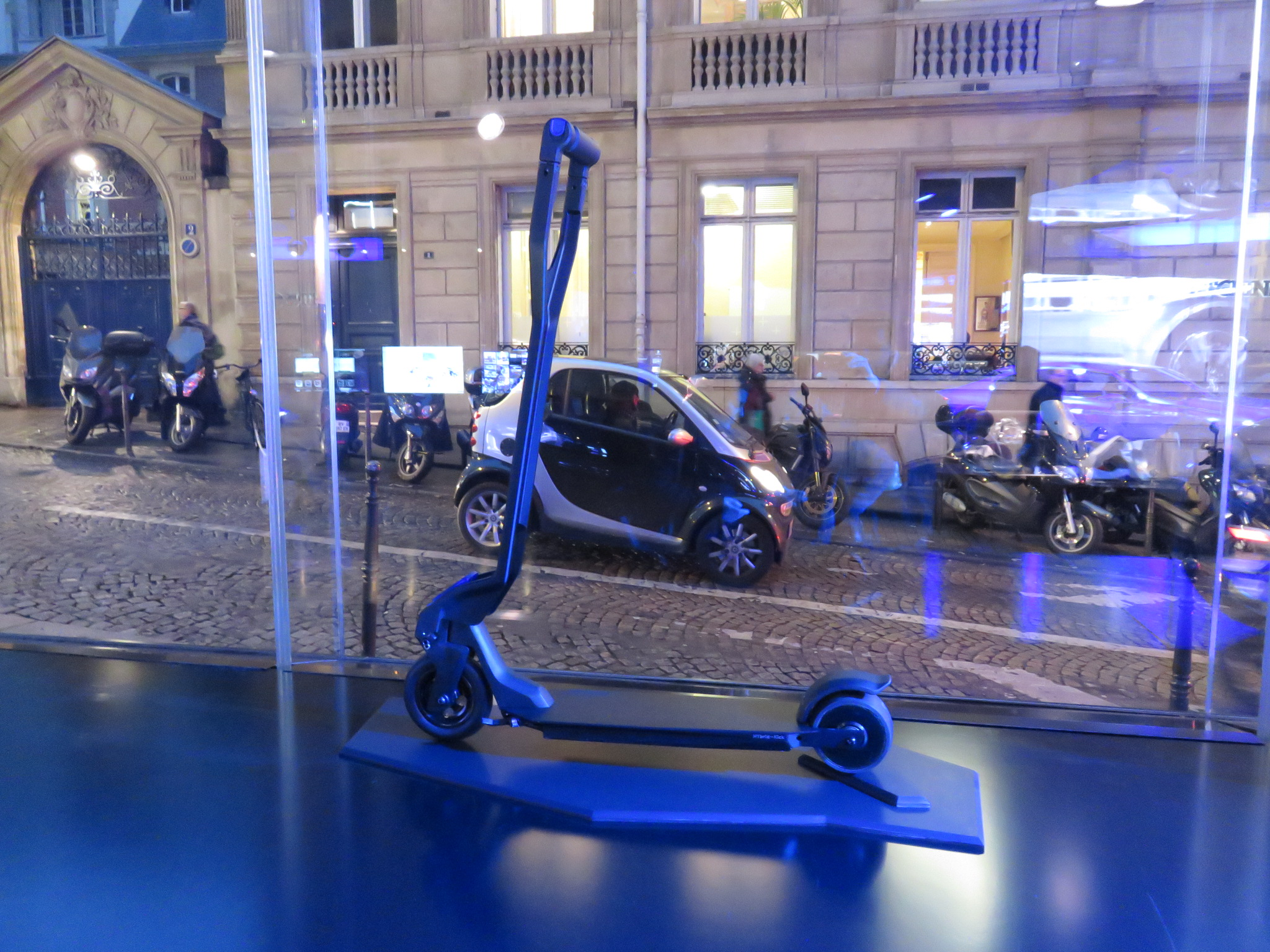
L'HYbrid Kick

La Exalt è una berlina sportiva a 5 porte. La parte anteriore del corpo della vettura è stata realizzata artigianalmente in acciaio grezzo, mentre la parte posteriore è stata realizzata con un tessuto chiamato Shark skin, che dà alla vettura una maggiore penetrazione aerodinamica. La griglia anteriore è costituita da tre listelli orizzontali, dove al centro di essa, è presente lo stemma Peugeot.
Dal portellone si può inoltre accedere ad un innovativo monopattino elettrico, situato sotto il pavimento del bagaglio, denominato HYbrid Kick.
Gli interni sono anch'essi realizzati con acciaio grezzo abbinato ad inserti in ebano, dove è scolpito un leone. I sedili e il volante sono rivestiti con tessuto chinè e pelle patinata, lavorati con le pinze. È dotata anche di un sistema per il trattamento dell'aria denominato Pure blu.
La Exalt è dotata di un sistema ibrido plug-in con un motore 1.6 THP a benzina turbo da 270 CV, lo stesso montato nella RCZ-R e sotto il vano bagagli vi è un propulsore elettrico da 68 CV (50 kW), conferendo alla macchina una potenza massima totale di 340 CV.